# Шосе Ратна H12
Шосе Ратна (неп. रत्न राजमार्ग, також відома як H12) — це шосе в західному Непалі, яке перетинає райони Банке та Сурхет у напрямку з півдня на північ. Довдина шосе 113 кілометрів, починається в Непалгунджі, де воно зображує продовження національного шосе 927 Індії, і йде на північ, де перетинає шосе Махендра в Кохалпурі. Шосе продовжується на північ і залишає рівнини Тераї, перетинає річку Бабай і закінчується в Бірендранагарі, звідки Шосе Карналі продовжується на північ.